# Kiara Advani
Alia Advani, nota professionalmente come Kiara Advani (kɪˈjaːra əɽˈʋaːɳi); Mumbai, 31 luglio 1991), è un'attrice indiana, che lavora in film in lingua hindī e telugu. Dopo aver debuttato come attrice nella commedia Fugly (2014), ha interpretato la moglie di MS Dhoni nel film biografico sportivo M.S. Dhoni: The Untold Story (2016). Ha ottenuto elogi per aver interpretato una moglie sessualmente insoddisfatta nel film antologico di Netflix Lust Stories (2018) e ha interpretato la protagonista nel thriller politico Bharat Ane Nenu (2018).
Advani ha ricevuto una maggiore attenzione per aver recitato nel dramma romantico Kabir Singh e nella commedia Good Newwz, due dei film hindi con il maggior incasso del 2019. Questo successo è continuato con i suoi ruoli nel film del 2021 Shershaah, per il quale è stata nominata per il Filmfare Award for Best Actress e i film del 2022 Bhool Bhulaiyaa 2 e Jugjugg Jeeyo.

## Biografia
Kiara Advani è nata da Jagdeep Advani, un uomo d'affari indù sindhi e Genevieve Jaffrey, un'insegnante il cui padre era un musulmano di Lucknow e la cui madre era cristiana di origini scozzesi, irlandesi, portoghesi e spagnole e aveva una madrina bengalese.
Nata come Alia Advani, ha cambiato il suo nome in Kiara prima dell'uscita del suo primo film, Fugly, nel 2014. La scelta del suo nome è stata ispirata dal personaggio di Kiara, Priyanka Chopra, nel film Anjaana Anjaani (2010). Ha affermato che è stato il suggerimento di Salman Khan nel cambiare il suo nome, poiché Alia Bhatt era già un'attrice affermata.
La Advani è imparentata con diverse celebrità attraverso la sua famiglia materna. Gli attori Ashok Kumar e Saeed Jaffrey sono rispettivamente il suo bisnonno e prozio, mentre la modella Shaheen Jaffrey è sua zia. La matrigna di sua madre Genevieve Advani è Bharti Ganguly, figlia di Ashok Kumar.

## Carriera

### Primi lavori (2014–2019)

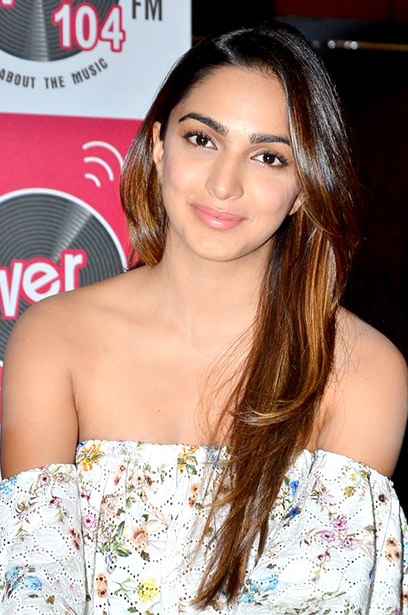
La Advani promuove M.S. Dhoni: The Untold Story nel 2016

La Advani ha iniziato la sua carriera di attrice con la commedia corale hindi Fugly (2014). Taran Adarsh di Bollywood Hungama ha scritto: "Kiara Advani ti coglie completamente alla sprovvista" e ha la "combinazione di aspetto e talento". Mehul S Thakkar di Deccan Chronicle l'ha trovata "molto sorprendente" e ha detto che "mostra molte promesse".Fugly ha dato risultati inferiori alle aspettative al botteghino. Due anni dopo, la Advani è apparsa nel dramma sportivo M.S. Dhoni: The Untold Story (2016), un film biografico sul giocatore di cricket MS Dhoni che è stato l'ex capitano della squadra indiana di cricket. Ha avuto un ruolo di supporto al fianco di Sushant Singh Rajput (che ha interpretato Dhoni), nel ruolo del personaggio nella vita reale di sua moglie, la manager dell'hotel Sakshi Rawat. M.S. Dhoni: The Untold Story è stato un grande successo commerciale con un fatturato globale di oltre ₹ 216 rupie (US$ 27 milioni).
Kiara Advani ha poi recitato nel thriller d'azione di Abbas-Mustan Machine (2017), che ha fallito al botteghino. Successivamente ha collaborato con il regista Karan Johar, per il primo di molti loro film, nel film antologico di Netflix Lust Stories (2018), dove ha recitato al fianco di Vicky Kaushal nei panni della moglie sessualmente insoddisfatta. La sua performance ha ricevuto reazioni contrastanti. Scrivendo per NDTV, Raja Sen l'ha trovata "positivamente adorabile". Ha anche recitato con Shahid Kapoor nel video musicale "Urvashi", cantato da Yo Yo Honey Singh.

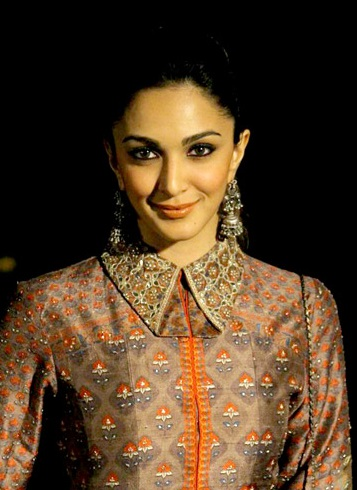
La Advani alla Lakme Fashion Week

Quell'anno Advani si è estesa al cinema telugu, apparendo con Mahesh Babu nel film d'azione Bharat Ane Nenu (2018) di Koratala Siva, su uno studente che diventa inaspettatamente primo ministro dell'Andhra Pradesh. Janani K di India Today ha affermato che ha "brillato nel suo breve ruolo", aggiungendo però che il suo personaggio era "più un piacere per gli occhi senza aggiungere nulla alla storia". In tutto il mondo il film ha guadagnato ₹225 rupie (US$28 milioni), rendendolo uno dei maggiori incassi del cinema telugu. Tuttavia non è riuscita a replicare questo successo con il suo secondo film in telugu, Vinaya Vidheya Rama di Boyapati Srinu (con Ram Charan). In una feroce recensione per The Hindu, Sangeetha Devi Dundoo ha scritto: "Non è colpa di Kiara Advani se sembra persa nella baraonda". Nello stesso anno è apparsa come ospite nel film d'epoca di Abhishek Varman Kalank, prodotto da Karan Johar.

### Ascesa alla ribalta (2019–oggi)

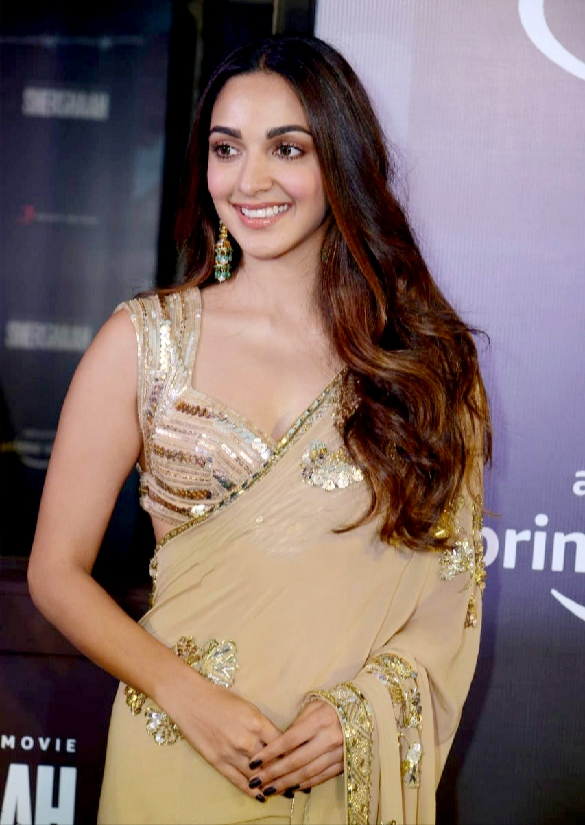
Advani a un evento per Shershaah nel 2021

Kiara Advani ricevette maggiore attenzione in seguito, nel 2019 per il dramma romantico di Sandeep Reddy Vanga Kabir Singh, con Shahid Kapoor. Il film ha avuto un incasso mondiale di oltre ₹ 378 crore (47 milioni di dollari) diventando la sua realizzazione con il maggior incasso, ma i critici lo hanno stroncato a causa della sua rappresentazione della misoginia e della nociva mascolinità. Rajeev Masand si lamentò del fatto che il suo personaggio passivo "offre all'attrice poco con cui lavorare". Ha poi recitato nella commedia Good Newwz al fianco di Akshay Kumar, Kareena Kapoor Khan e Diljit Dosanjh, che ruota attorno a due coppie che si incontrano per una fecondazione in vitro. Namrata Joshi ha dichiarato: "Dosanjh e Advani sono tutti incentrati sull'amplificazione dello stereotipo esuberante e kitsch del Punjabi, ma lo suonano con un'allegria contagiosa". Sia Kabir Singh che Good Newwz hanno incassato oltre ₹ 200 crore ciascuno a livello nazionale, classificandosi tra i film di maggior incasso dell'anno. Ha vinto l'IIFA Award come migliore attrice non protagonista per la sua interpretazione in Good Newwz.
Nel 2020 Advani ha recitato nella produzione di Guilty di Johar, un film Netflix sulla violenza sessuale. Ektaa Malik di The Indian Express credeva che la Advani fosse stata "ridotta al tipo 'torturato-artistico-creativo'". Ha poi interpretato la moglie del personaggio di Akshay Kumar nella commedia horror di Raghava Lawrence Laxmii, in cui il personaggio di Kumar viene posseduto da un fantasma transgender. Invece che nei cinema, Laxmii è uscito direttamente su Hotstar a causa della pandemia di COVID-19 in India e ha ricevuto recensioni negative. Anche così ha raggiunto un forte pubblico sulla piattaforma. Nella sua versione finale del 2020 la Advani ha interpretato la ragazza basata su una versione Ghaziabad che trova l'amore nelle app di appuntamenti in Indoo Ki Jawani (2020).
Advani è poi apparsa nel film di guerra della Dharma Productions Shershaah (2021), basato sulla vita dell'ufficiale dell'esercito Vikram Batra (interpretato da Sidharth Malhotra), in cui interpretava il ruolo della fidanzata di Batra. Il film è uscito in digitale su Amazon Prime Video, su cui è diventato il film indiano più ascoltato in streaming. Anna MM Vetticad di Firstpost ha affermato che Advani "brilla" nel suo breve ruolo. L'anno successivo, è apparsa con Kartik Aaryan e Tabu nella commedia horror Bhool Bhulaiyaa 2. Shalini Langer di The Indian Express ha scritto che "fa ben poco fare se non apparire di tanto in tanto". Il film è emerso come uno dei suoi maggiori successi commerciali, con guadagni mondiali di oltre ₹ 2,6 miliardi (US$ 33 milioni). Nella sua seconda uscita nel 2022, Advani ha recitato insieme a un cast corale in Jugjugg Jeeyo, una commedia drammatica sul divorzio, in cui Varun Dhawan e lei interpretavano una coppia infelicemente sposata. Scrivendo per Hindustan Times, Monika Rawal Kukreja ha elogiato la sua "interpretazione contenuta".
Reciterà nella commedia romantica Govinda Naam Mera con Vicky Kaushal e in un film Telugu senza titolo diretto da S. Shankar, con Ram Charan. Advani si riunirà con Kartik Aaryan a Satyaprem Ki Katha.

## Nei mass-media

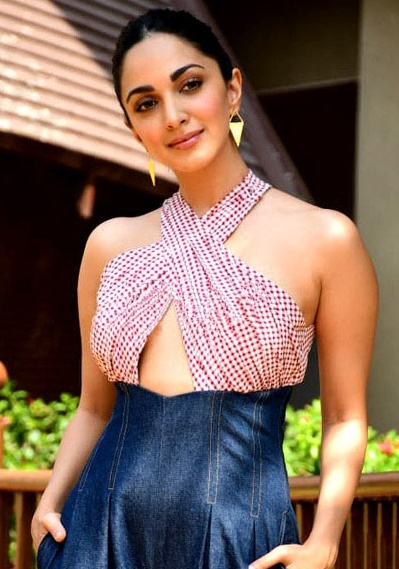
La Advani nel 2022

Nel 2019 la Advani ha partecipato alla campagna come brand ambassador per le Borse Giordano. Nel 2020 ha collaborato con Myntra. Nel 2022 ha partecipato con Mango in India a una campagna con testimonial della collezione Primavera-Estate-22 del marchio.
È spesso presente nell'elenco del Times of India nella classifica "Donna più desiderabile" al numero 6 nel 2019 e al numero 4 nel 2020.

## Filmografia

### Cinema
- Tutti i film sono in hindi se non diversamente specificato.

| Sistemare queste tabelle non sarà uno scherzo da poco! Sono film per lo più sconosciuti In questi casi non potremmo lasciare la formattazione originale? |

| Anno | Titolo                                     | Ruolo          | Note                        | Rif.          |
| ---- | ------------------------------------------ | -------------- | --------------------------- | ------------- |
| 2014 | Fugly                                      | Devi           |                             | [ 14 ]        |
| 2016 | M.S. Dhoni: The Untold Story               | Sakshi Rawat   |                             | [ 76 ]        |
| 2017 | Machine                                    | Sarah Thapar   |                             | [ 19 ]        |
| 2018 | Bharat Ane Nenu                            | Vasumathi      | Film Telugu                 | [ 26 ]        |
| 2018 | Lust Stories                               | Megha Upadhyay |                             | [ 77 ]        |
| 2019 | Vinaya Vidheya Rama                        | Seetha         | Film Telugu                 | [ 30 ]        |
| 2019 | Kalank                                     | Lajjo          | Apparizione speciale        | [ 78 ]        |
| 2019 | Kabir Singh                                | Preeti Sikka   |                             | [ 79 ]        |
| 2019 | Good Newwz                                 | Monika Batra   |                             | [ 80 ]        |
| 2020 | Guilty                                     | Nanki Dutta    |                             | [ 81 ]        |
| 2020 | Laxmii                                     | Rashmi Rajput  |                             | [ 82 ]        |
| 2020 | Indoo Ki Jawani                            | Indoo Gupta    |                             | [ 83 ]        |
| 2021 | Shershaah                                  | Dimple Cheema  |                             | [ 84 ]        |
| 2022 | Bhool Bhulaiyaa 2                          | Reet Thakur    |                             | [ 85 ] [ 86 ] |
| 2022 | Jugjugg Jeeyo                              | Nainaa Sharma  |                             | [ 87 ]        |
| 2022 | Govinda Naam Mera (non ancora realizzato)  | In lavorazione | Completo                    | [ 88 ]        |
| 2023 | RC15 (non ancora realizzato)               | In lavorazione | Film Telugu. In lavorazione | [ 89 ]        |
| 2023 | Satyaprem Ki Katha (non ancora realizzato) | Katha          | In lavorazione              | [ 90 ]        |

### Serie web
| Anno | Titolo        | Ruolo     | Note  | Rif.   |
| ---- | ------------- | --------- | ----- | ------ |
| 2018 | Masaba Masaba | Se stessa | Cameo | [ 91 ] |

### Video musicali
| Anno | Titolo              | Cantante(i)                  | Rif.   |
| ---- | ------------------- | ---------------------------- | ------ |
| 2018 | "Urvashi"           | Yo Yo Honey Singh            | [ 24 ] |
| 2020 | "Kudi Nu Nachne De" | Vishal Dadlani, Sachin–Jigar | [ 92 ] |
| 2020 | "Muskurayega India" | Vishal Mishra                | [ 93 ] |

## Riconoscimenti

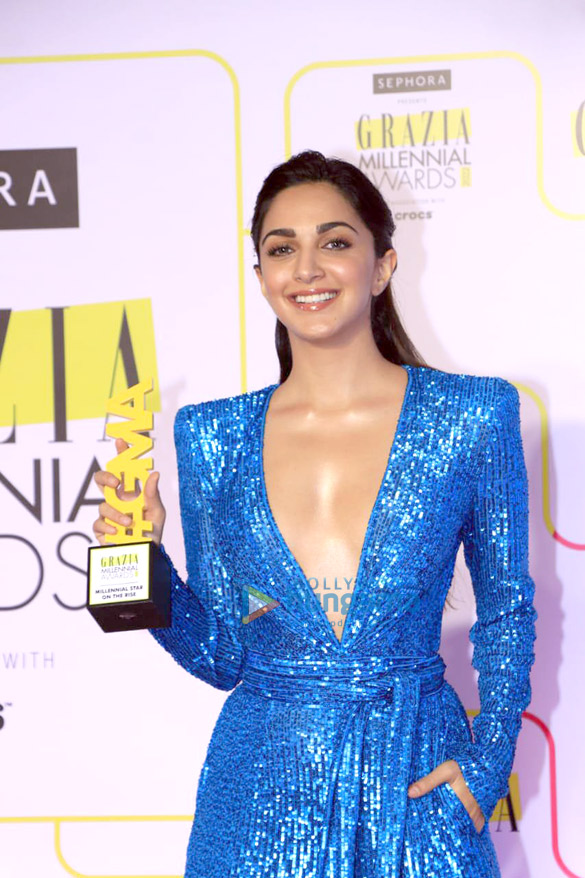
La Advani nel 2022

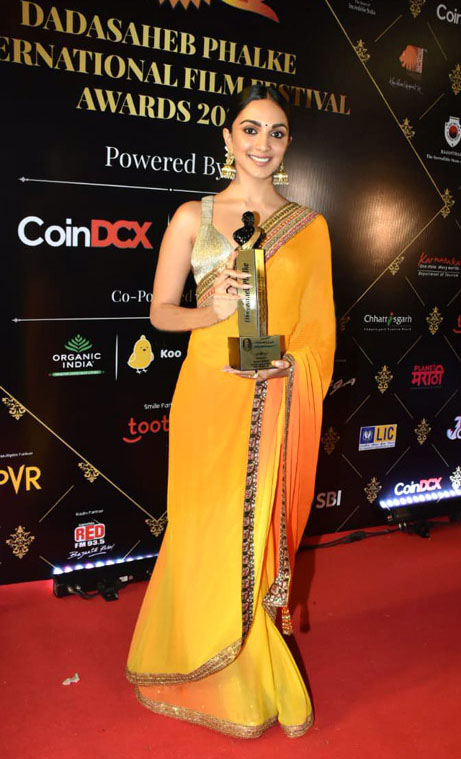
La Advani nel 2022

| Anno | Premio                                   | Categoria                                              | Film            | Risultato       | Ref.    |
| ---- | ---------------------------------------- | ------------------------------------------------------ | --------------- | --------------- | ------- |
| 2015 | Screen Awards                            | Miglior Esordio Femminile                              | Fugly           | Candidato/a     | [ 94 ]  |
| 2015 | BIG Star Entertainment Awards            | L'attrice esordiente più divertente                    | Fugly           | Candidato/a     | [ 95 ]  |
| 2019 | Zee Cine Awards – Telugu                 | Miglior scoperta dell'anno: Donna                      | Bharat Ane Nenu | Vincitore/trice | [ 96 ]  |
| 2019 | South Indian International Movie Awards  | Premio SIIMA per il miglior debutto femminile – Telugu | Bharat Ane Nenu | Candidato/a     | [ 97 ]  |
| 2019 | Asiavision Awards                        | Stella emergente dell'anno                             | N.D.            | Vincitore/trice | [ 98 ]  |
| 2020 | Zee Cine Awards                          | Miglior attore – Donna                                 | Kabir Singh     | Candidato/a     | [ 99 ]  |
| 2020 | International Indian Film Academy Awards | Miglior attrice non protagonista                       | Good Newwz      | Vincitore/trice | [ 100 ] |
| 2020 | Filmfare OTT Awards                      | Miglior attrice in un film web originale               | Guilty          | Candidato/a     | [ 101 ] |
| 2022 | International Indian Film Academy Awards | Migliore attrice                                       | Shershaah       | Candidato/a     | [ 102 ] |
| 2022 | Filmfare Awards                          | Migliore attrice                                       | Shershaah       | Candidato/a     | [ 103 ] |
| 2022 | Nickelodeon Kids' Choice Awards          | Attore cinematografico preferito (donna)               | Shershaah       | Vincitore/trice | [ 104 ] |
| 2022 | Lokmat Stylish Awards                    | Maharashtrian dell'anno                                | N.D.            | Vincitore/trice | [ 105 ] |